# Big Four (zoologia)
Con l'espressione inglese Big Four (i "grandi quattro"), si fa riferimento ai quattro serpenti più velenosi e pericolosi in India.

## Descrizione
L'espressione Big Four, sebbene voglia significare "i grandi quattro", non sta a intendere la grandezza di questi serpenti velenosi, ma la grande pericolosità del loro veleno che li rende i quattro più velenosi in India.
I quattro serpenti a cui l'espressione fa riferimento sono:
- Cobra indiano, Naja naja;
- Vipera rostrata, Echis carinatus;
- Krait comune, Bungarus caeruleus;
- Vipera di Russell, Daboia russelii.

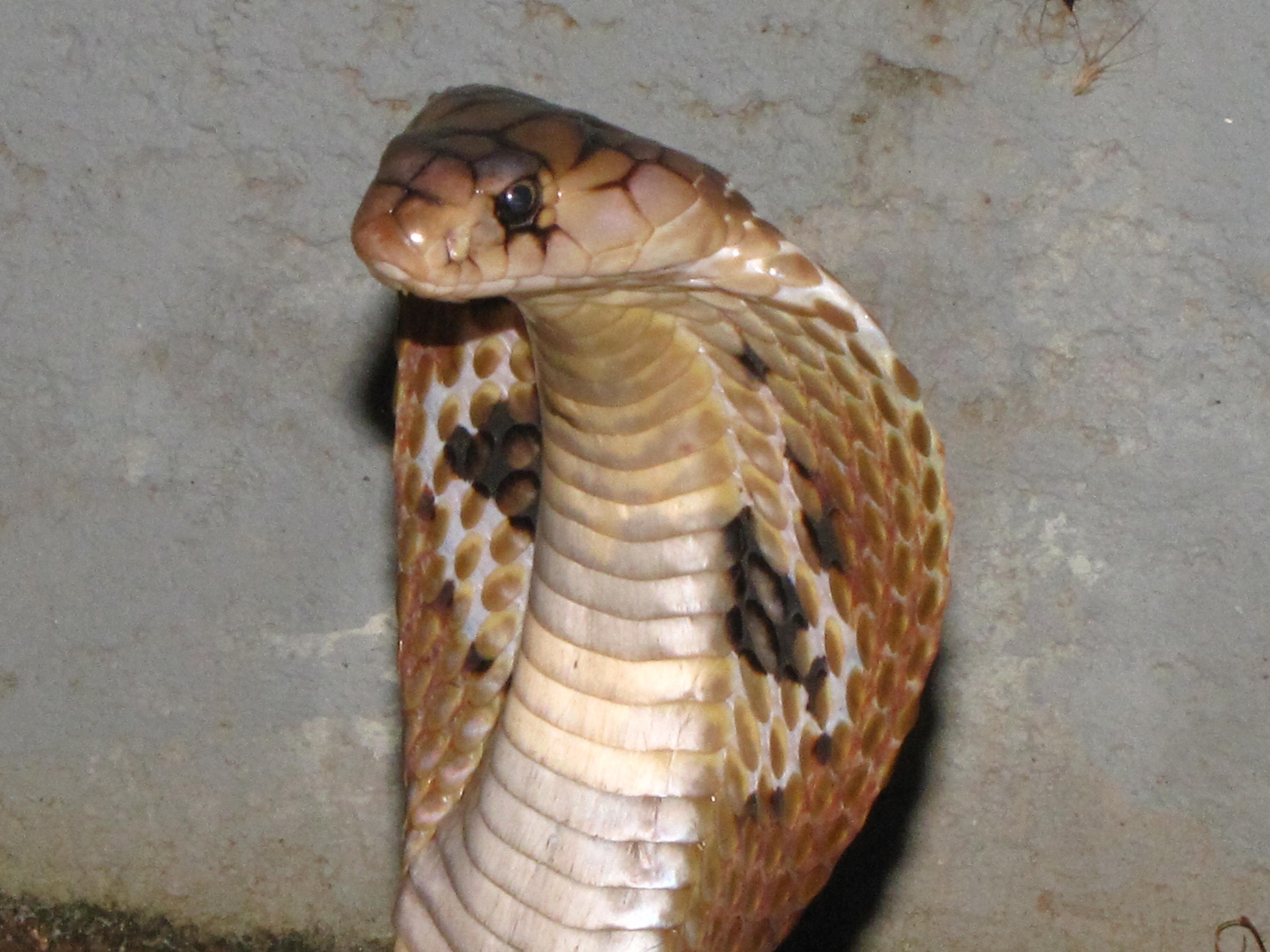
Cobra indiano.
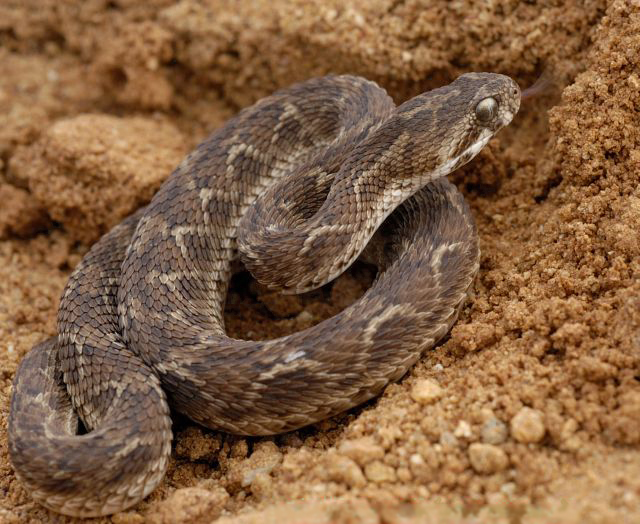
Vipera rostrata.
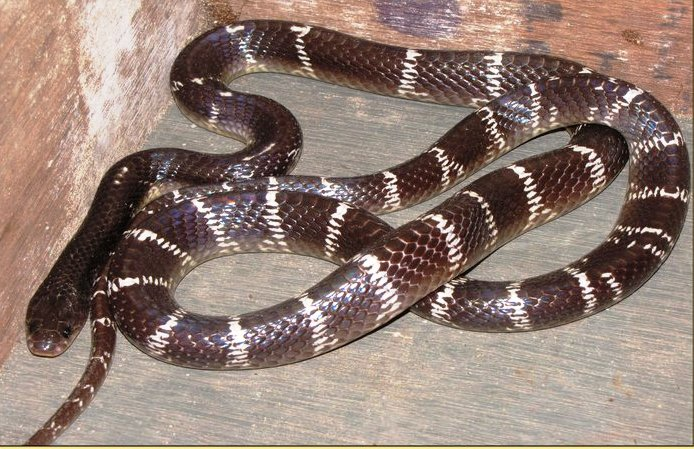
Krait comune.
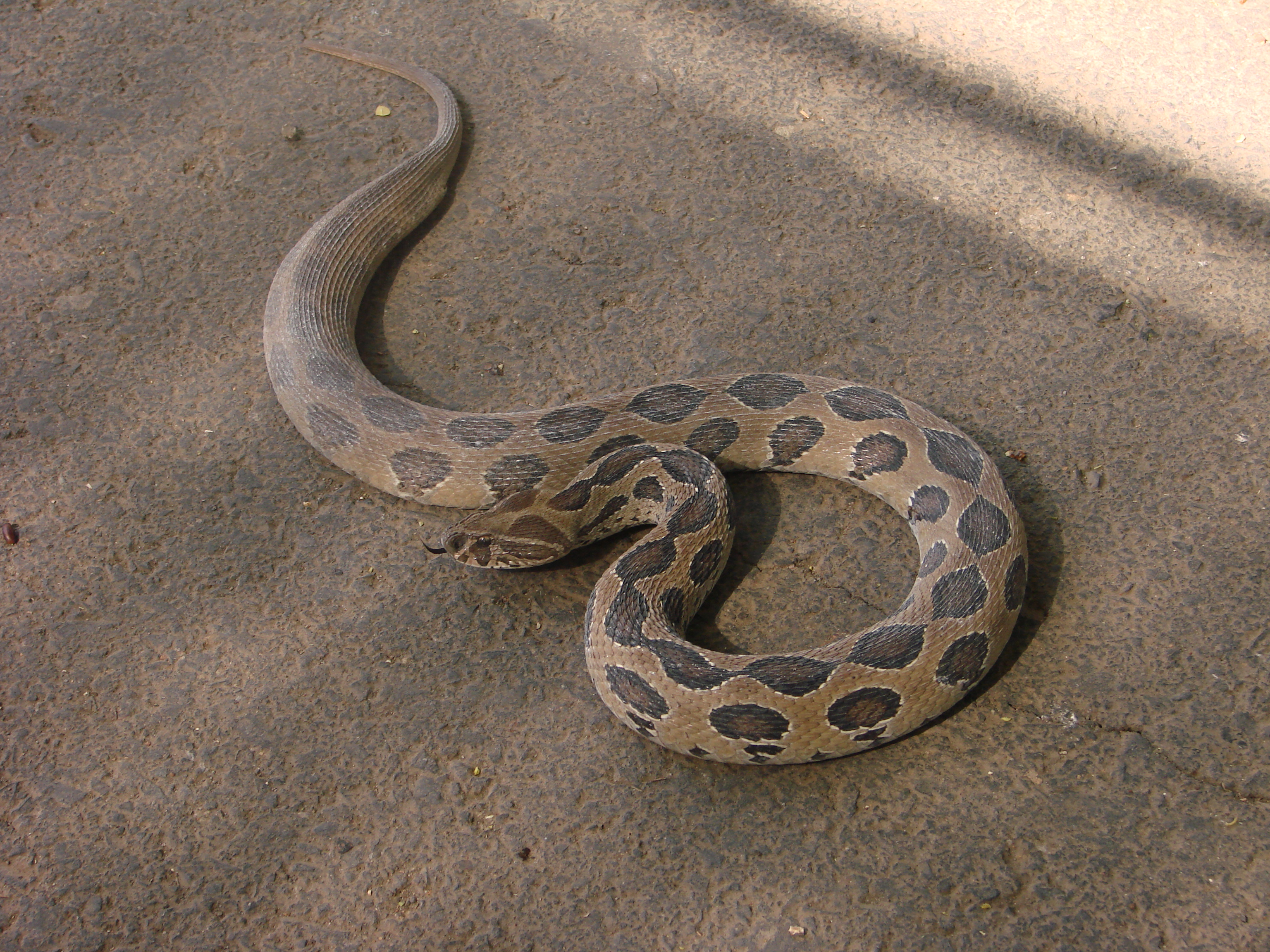
Vipera di Russell.

Tra i Big Four, il krait comune è quello che causa più vittime da morsi di serpente. In base al numero di persone morse, i quattro serpenti vengono classificati in questo modo:
1. Krait comune;
2. Vipera di Russell;
3. Vipera rostrata;
4. Cobra indiano.

### Cobra indiano
Il cobra indiano (Naja naja) può essere lungo circa 1,5 m e abita l'Asia meridionale, dove si rifugia principalmente in tane sotterranee: la più alta concentrazione di cobra indiani al mondo è in India. È anche chiamato cobra dagli occhiali proprio perché dalle nervature anteriori del suo collo, che vengono estese quando il cobra si sente minacciato per apparire il più minaccioso possibile (se il tentativo non funziona, morde), è presente un singolare disegno assomigliante a degli occhiali. Il suo veleno è di tipo neurotossico e cardiotossico ed ha un LD50 pari a 0,45 mg. Presenta una differenza con il cobra reale: quest'ultimo, quando la vittima si muove, sta fermo, mentre invece il cobra indiano segue e imita perfettamente i movimenti della vittima. Una caratteristica di questo cobra è che a volte, invece di mordere, lascia cadere tutto il suo corpo strisciante a terra (senza tirare fuori i denti veleniferi), per dire alla vittima che si deve allontanare al più presto.

### Vipera rostrata

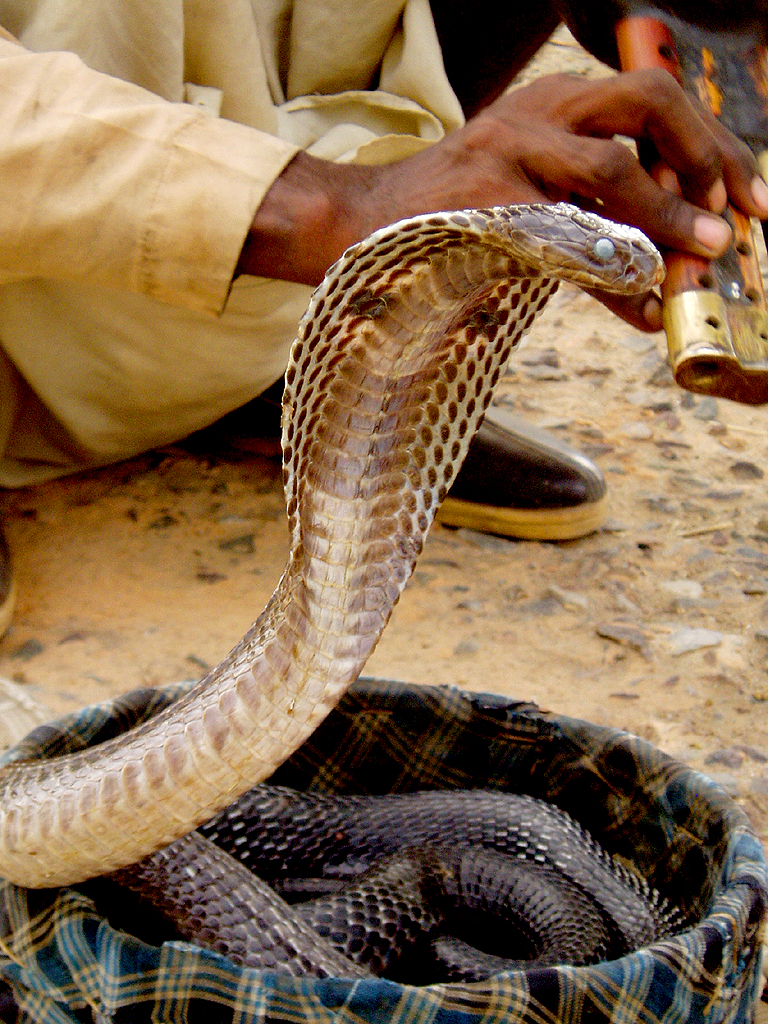
Spesso il cobra indiano viene usato per spettacoli pericolosi con serpenti in cui un flautista cerca di ipnotizzare il cobra adagiato su una cesta suonando un flauto.

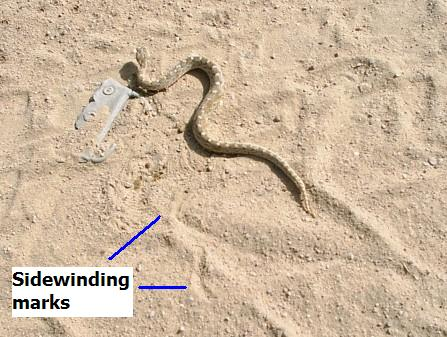
I segni obliqui (meglio conosciuti come sidewinding) rilasciati sulla sabbia da una vipera rostrata.

La vipera rostrata (Echis carinatus) raggiunge tra i 38 e i 80 cm di lunghezza, ma solitamente non è lunga più di 60 cm. Abita principalmente il Medio Oriente, l'Asia Centrale e il subcontinente indiano: in India, è principalmente diffusa nell'area desertica del Thar, nel Rajasthan. Ha un comportamento per lo più crepuscolare e caccia principalmente dopo il tramonto, alla ricerca di roditori, lucertole, rane, scorpioni, centopiedi e altri insetti. In caso si venga morsi, i sintomi più gravi possono essere emorragie, ematemesi, melena, emottisi, ematuria, rinorragia, ipovolemia, e infine il decesso: può iniettare 5 o 12 mg di veleno, ma è stato registrato anche un esemplare iniettarne 72 mg.

### Krait comune

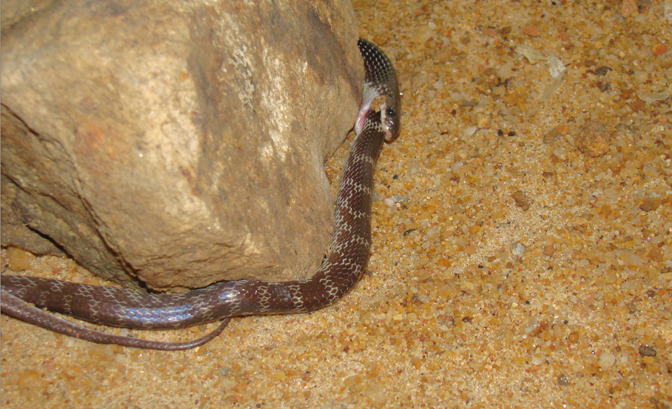
Un krait comune mentre divora un serpente lupo.

Il krait comune (Bungarus caeruleus), o anche bungaro comune, è dotato di dimensioni comprese tra 0,8 e 1,7 m e il suo areale si estende dall'India sino al Sindh (in Pakistan) e allo Sri Lanka: in India, è particolarmente diffuso nelle aree pianeggianti del Bengala Occidentale. Dotato di grandi squame, su tutto il suo corpo presenta un disegno a bande bianche su uno sfondo blu-nero lucido. Si nutre di serpenti, soprattutto di esemplari del genere Typhlops, ma anche di ratti, topi, lucertole e rane: talvolta, può anche cannibalizzare ad altri krait. Il suo veleno è particolarmente neurotossico e influisce sul sistema nervoso, causando una grave paralisi muscolare: la cosa più grave del suo morso è che quest'ultimo è indolore, come lo sono anche i sintomi, infatti la vittima può anche morire nel sonno senza neanche accorgersene, dato che il veleno agisce tra le 4 e le 8 ore (questa caratteristica rende il suo veleno il più pericoloso tra tutti i quattro). La mortalità del suo veleno (LD50) è di 0,325 mg.

### Vipera di Russell

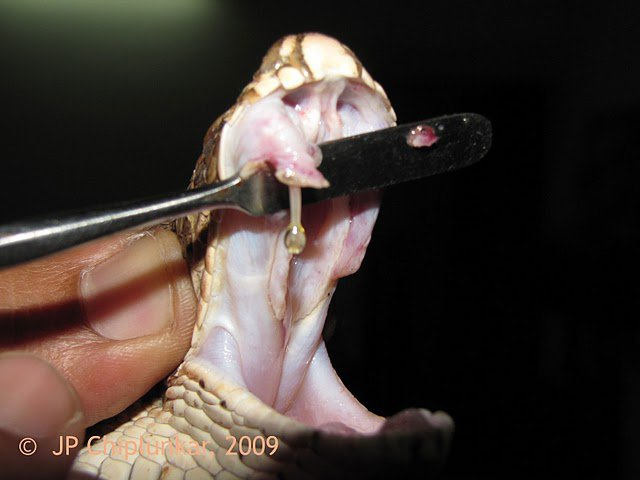
Le zanne velenifere della vipera di Russell durante la raccolta del suo veleno.

La vipera di Russell (Daboia russelii) può raggiungere solitamente intorno ai 120 cm di lunghezza e la sua livrea va dal brunastro all'aranciastro con delle macchie circolari marroni: ha un areale piuttosto vasto, che comprende l'India (dove è più diffusa), il Bangladesh, il Pakistan, il Nepal, lo Sri Lanka, la Birmania, la Thailandia, la Cambogia, la Cina e buona parte del sud-est asiatico. È un serpente ovoviviparo, cioè che le sue uova vengono incubate e quando si schiudono, i piccoli non hanno bisogno di essere nutriti dalla madre. Questa vipera è in grado di iniettare un LD50 pari a 0,75 mg del suo veleno: con un solo morso, bastano dai 120 ai 268 mg per poter uccidere un uomo di sana costituzione. In caso si sopravviva al suo veleno, si creano però danni permanenti tra cui ipopituitarismo e sterilità.

## Trattamento del morso
Fortunatamente, è stato creato un siero polivalente ampiamente disponibile in tutto il Paese indiano, che permette di alleviare il dolore e fermare definitivamente il processo di diffusione e circolazione del veleno, in caso si venga morsi da uno di questi quattro serpenti. Questo antidoto viene spesso somministrato per poter salvare vite umane.